# Дедець
Деде́ць (болг. Дедец) — село в Кирджалійській області Болгарії. Входить до складу общини Кирково.

## Населення
За даними перепису населення 2011 року у селі проживали 55 осіб, з них 53 особи (96,4%) — турки.
Розподіл населення за віком у 2011 році:
Динаміка населення: